# Dill (rivière)
Pour les articles homonymes, voir Dill.
La Dill est un affluent de la Lahn long de 55 km, la joignant sur la rive droite, dans la Hesse moyenne en Allemagne.

## Géographie
Sa source s'élève à environ 567 m au-dessus du niveau de la mer, au nord de Haiger-Offdilln sur la pente orientale du Haincher Höhe (hauteur maximale 606 m) et se trouve à la jonction des chaînes de Rothaargebirge et de Westerwald. La rivière traverse le Lahn-Dill-Kreis dans la Hesse, auquel elle a donné son nom, se dirige vers le sud par Dillenburg dominé par son château et Herborn, et se jette finalement dans la Lahn à Wetzlar.

## article connexe
- La liste des cours d'eau de l'Allemagne